# Амагансет (Њујорк)
Амагансет (енгл. Amagansett) насељено је место без административног статуса у америчкој савезној држави Њујорк.

## Демографија
По попису из 2010. године број становника је 1.165, што је 98 (9,2%) становника више него 2000. године.
| Група             | 2000.       | 2010.         |
| Белци             | 988 (92,6%) | 1.004 (86,2%) |
| Афроамериканци    | 18 (1,7%)   | 13 (1,1%)     |
| Азијати           | 4 (0,4%)    | 22 (1,9%)     |
| Хиспаноамериканци | 43 (4,0%)   | 119 (10,2%)   |
| Укупно            | 1.067       | 1.165         |